# ام‌وی کیپاوو
ام‌وی کیپاوو (به انگلیسی: MV Kipawo) یک کشتی است که طول آن ۱۲۳ فوت (۳۷ متر) می‌باشد. این کشتی در سال ۱۹۲۴ ساخته شد.